# Truszowskie
Truszowskie – szczyt w południowej części pasma Chwaniowa w Górach Sanocko-Turczańskich o wysokości 677 m n.p.m. Jego stoki opadają: na południowy zachód - ku wsi Ropienka i dolinie potoku o tej samej nazwie, zaś północ - ku dolinie Wiaru. Na północno-wschodnich stokach Truszowskiego położony jest rezerwat przyrody Chwaniów. 

Szczyt góry jest zalesiony, przez co nie przedstawia walorów widokowych.

## Szlaki turystyczne
- Szlak śladami dobrego wojaka Szwejka: Tyrawa Wołoska – Rakowa – Zawadka – Truszowskie – Brańcowa – Przełęcz pod Brańcową